# 20817 Liuxiaofeng
20817 Liuxiaofeng è un asteroide della fascia principale. Scoperto nel 2000, presenta un'orbita caratterizzata da un semiasse maggiore pari a 2,7654432 UA e da un'eccentricità di 0,1049074, inclinata di 9,87517° rispetto all'eclittica.